# Сизов, Иван Александрович
Иван Александрович Сизов (08.02.1900-16.07.1968) — советский учёный в области возделывания льна и конопли, член-корреспондент ВАСХНИЛ (1956).

## Биография
Родился в д. Татариново Можайского района Московской области. В 1918—1921 участник Гражданской войны. Член ВКП(б)/КПСС с 1927 г.
Окончил Ленинградский СХИ (1926).
- 1926—1929 заместитель заведующего Белорусским отделением ВНИИ растениеводства (ВИР).
- 1929—1941 старший научный сотрудник, заведующий отделом технических культур, с 1929 заместитель директора ВИР.
- 1941—1946 служба в РККА, участник Великой Отечественной войны, политработник, капитан.
- 1946—1968 заместитель директора, директор ВИР (1961—1965), одновременно заведующий отделом технических культур (1946—1968).

Специалист в области возделывания льна и конопли. Доктор с.-х. наук (1952), профессор (1952), член-корреспондент ВАСХНИЛ (1956).
Награждён орденом Ленина, 2 орденами «Знак Почета» (1949), орденами Отечественной войны II степени (1944), Красной Звезды (1944), 4 медалями.
Опубликовал около 70 научных работ.
Сочинения:
- Конопля на Севере. — Л.: Обл. изд-во, 1933. — 41 с.
- Конопля СССР / ВИР. — Л.: Изд-во ВАСХНИЛ. Ленингр. фил., 1936. — 75 с.
- Лен. — М.; Л.: Сельхозгиз, 1955. — 256 с.
- Селекция и семеноводство полевых культур / соавт. А. П. Иванов. — 3-е перераб. изд. — М.; Л.: Сельхозгиз, 1959. — 342 с.
- Гибридизация сельскохозяйственных растений — мощный фактор повышения урожайности. — М.: Знание, 1960. — 46 с.
- Методические указания по изучению коллекции технических и масличных крестоцветных культур. Вып.1 / соавт.: Д. В. Тер-Аванесян и др.; ВИР. — Л., 1968. — 26 с.